# Liste der Naturdenkmäler in Edertal
Die Liste der Naturdenkmäler in Edertal nennt die in der Gemeinde Edertal im Landkreis Waldeck-Frankenberg in Hessen gelegenen Naturdenkmäler. Sie sind nach den §§ 28, 22 des Hessischen Gesetzes über Naturschutz und Landschaftspflege sowie § 12 des Hessischen Ausführungsgesetzes zum Bundesnaturschutzgesetz geschützt.
| Bild            | Bezeichnung                                | Ortsteil, Lage                              | Beschreibung | Art   | Nr.    |
| --------------- | ------------------------------------------ | ------------------------------------------- | --- | ----- | ------ |
| BW              | alte Eiche                                 | Bergheim 51° 10′ 10,1″ N, 9° 9′ 14,4″ O     | Alte Eiche am Hangrückweg, im Wald östlich von Hepemühle und Bergheim. | Eiche | 08 001 |
| Fotos hochladen | „Heidenbluteiche“                          | Bergheim 51° 11′ 2,3″ N, 9° 10′ 28,1″ O     | Etwa 200 Jahre alte Eiche südöstlich von Königshagen. | Eiche | 08 002 |
| BW              | „Sengelsberg“                              | Böhne 51° 12′ 1,4″ N, 9° 7′ 10″ O           | 1,61 Hektar großes für seltene Amphibienarten wichtiges Biotop ca. 500 m westlich von Böhne, südlich des Sengelsberg. |       | 08 003 |
| Fotos hochladen | Prähistorische Fundstätte                  | Buhlen 51° 11′ 26,3″ N, 9° 5′ 11,8″ O       | 0,13 Hektar großes Gebiet am Fuße eines Zechstein-Dolomit-Felsens. Zwei Siedlungsplätze aus der älteren Steinzeit, 70.000 bzw. 25.000 bis 30.000 Jahre alt, Lebenszeitalter der Neandertaler-Menschen zugerechnet, einzigartig in Hessen. |       | 08 004 |
| BW              | zwei Linden                                | Gellershausen 51° 7′ 45,8″ N, 9° 0′ 50,3″ O | Zwei ortsbildprägende Kirchenlinden im Bereich des Friedhofs, auf der Höhe gegenüber der Kirche sowie östlich der Kirche. | Linde | 08 005 |
| BW              | „Schrumbachsrain“                          | Giflitz 51° 8′ 58,1″ N, 9° 5′ 53,5″ O       | 1,26 Hektar großes geologisch und floristisch wertvolles Landschaftselement an der Ostseite des Schrumbach-Tales. |       | 08 006 |
| Fotos hochladen | „Klausberg“                                | Hemfurth 51° 10′ 26,1″ N, 9° 2′ 58″ O       | 4,27 Hektar großes Gebiet. Felshang am nördlichen Ortsrand von Hemfurth. |       | 08 007 |
| Fotos hochladen | Schilffläche mit angrenzenden Feuchtwiesen | Kleinern 51° 8′ 32″ N, 9° 4′ 16,8″ O        | 2,23 Hektar großer Landschaftskomplex mit seltenen Tier- und Pflanzenarten ca. 300 m östlich von Kleinern. |       | 08 008 |
| BW              | ehemalige Hutung mit Schiefersteinbruch    | Kleinern 51° 8′ 18,8″ N, 9° 2′ 26,5″ O      | 0,34 Hektar große ehemalige Hutung mit Schiefersteinbruch ca. 1 km westlich von Kleinern. |       | 08 009 |
| Fotos hochladen | Ziegeneiche                                | Königshagen 51° 11′ 59,7″ N, 9° 8′ 56,3″ O  | Markanter Solitärbaum mit geschichtlicher Bedeutung ca. 450 m nördlich von Königshagen auf dem Schulfestplatz. | Eiche | 08 010 |
| Fotos hochladen | Karolineneiche                             | Königshagen 51° 11′ 32,3″ N, 9° 9′ 20,3″ O  | Mächtige, vitale Eiche mit historischer Bedeutung östlich von Königshagen am „Jesen-Berg“. | Eiche | 08 011 |
| Fotos hochladen | Friedhofslinde                             | Mehlen 51° 9′ 44,6″ N, 9° 6′ 18,3″ O        | Markanter Solitärbaum auf dem Friedhof. | Linde | 08 012 |
| BW              | Schwalbenschlafplatz „Lieschensruh“        | Mehlen 51° 10′ 15,3″ N, 9° 6′ 25,3″ O       | 0,78 Hektar großer Rastplatz für durchziehende Schwalben südlich von „Lieschensruh“, am Nordufer der Eder. |       | 08 013 |
| Fotos hochladen | Ederaltarm „Keller“                        | Wellen 51° 10′ 15,3″ N, 9° 6′ 25,3″ O       | 0,78 Hektar großes Gebiet. Altwasserrest und Auengehölzbestand südöstlich von Wellen. |       | 08 014 |

## Belege
1. ↑  
Anlage 1 zur Verordnung zum Schutze der Naturdenkmäler im Landkreis Waldeck-Frankenberg. (PDF; 374 kB) Landkreis Waldeck-Frankenberg, 18. März 2013, abgerufen am 10. Juni 2022.
2. ↑  
Verordnung zum Schutze der Naturdenkmäler im Landkreis Waldeck-Frankenberg. (pdf; 1,42 MB) Landkreis Waldeck-Frankenberg, 18. März 2013, abgerufen am 24. Januar 2016.
3. ↑  Details 08 001
4. ↑  Details 08 002
5. ↑  Details 08 003
6. ↑  Details 08 004
7. ↑  Details 08 005
8. ↑  Details 08 006
9. ↑  Details 08 007
10. ↑  Details 08 008
11. ↑  Details 08 009
12. ↑  Details 08 010
13. ↑  Details 08 011
14. ↑  Details 08 012
15. ↑  Details 08 013
16. ↑  Details 08 014

- Karte mit allen Koordinaten:
- OSM |
- WikiMap